# Thyrosticta vieui
Thyrosticta vieui är en fjärilsart som beskrevs av Griveaud 1964. Thyrosticta vieui ingår i släktet Thyrosticta och familjen björnspinnare. Inga underarter finns listade i Catalogue of Life.